# Hondero balear

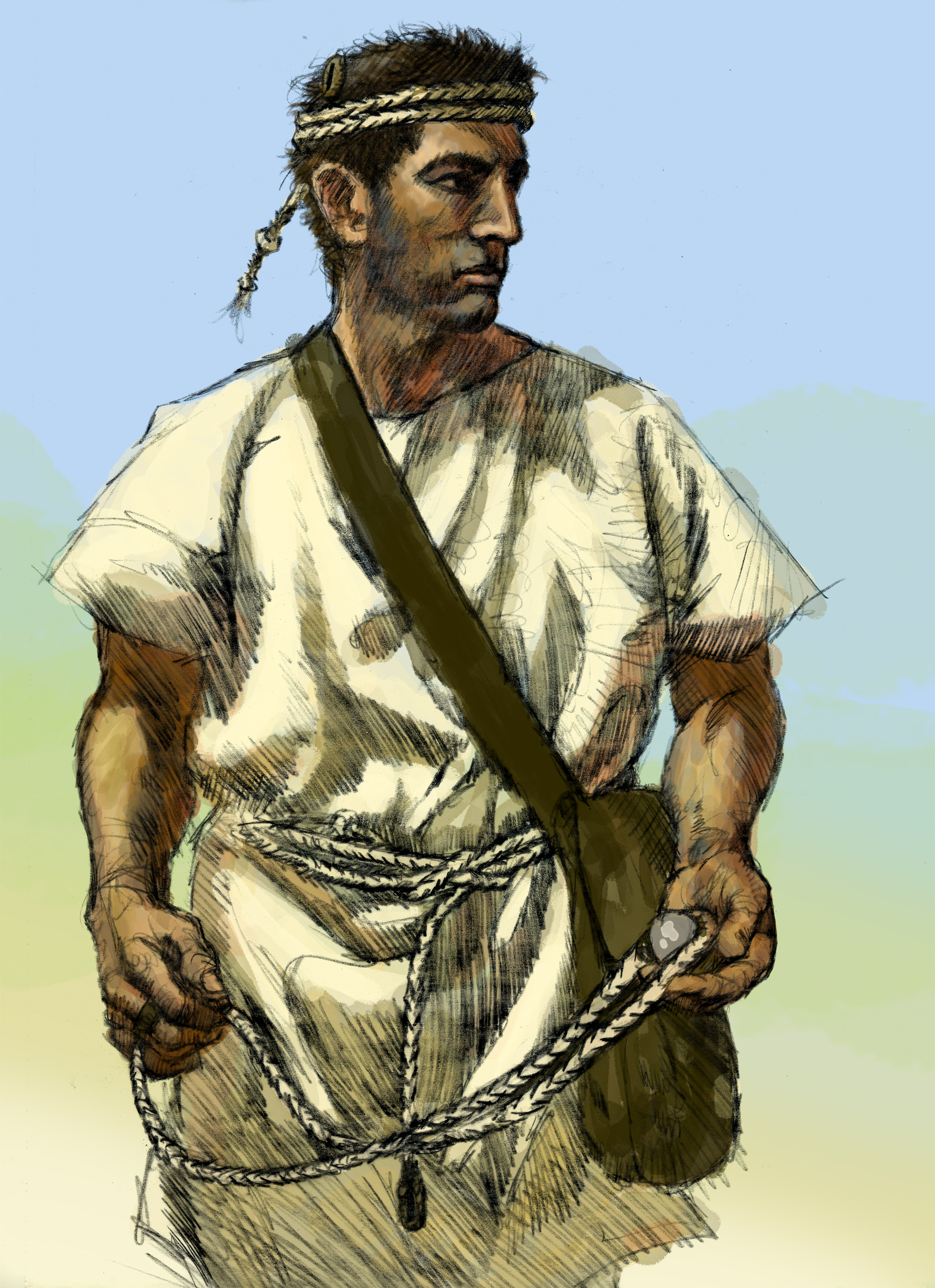
Hondero baleárico.

Los honderos baleares formaron un cuerpo de ejército propio de la Edad Antigua, integrado por indígenas de las Baleares. Fueron importantes mercenarios presentes tanto en las tropas cartaginesas como romanas, sobre todo durante el período postalayótico. Ya estuvieron presentes en las guerras contra los griegos en Sicilia, desde finales del siglo V y siglo IV a. C., así como la segunda guerra púnica. Concretamente, también se sabe que participaron en la batalla de Baecula. Posteriormente sirvieron como  tropas auxiliares de infantería ligera en múltiples combates, entre los que cabe mencionar su presencia en las legiones de Julio César en la guerra de las Galias. La provisión de soldados mercenarios se hacía por levas voluntarias, aunque en la fase final de las guerras púnicas los cartagineses, impelidos a reclutar nuevas tropas, tuvieron enfrentamientos con las poblaciones baleares y parece que, al menos en Menorca, procedieron a levas forzosas.

## Historia

### Los honderos baleáricos en el ejército cartaginés

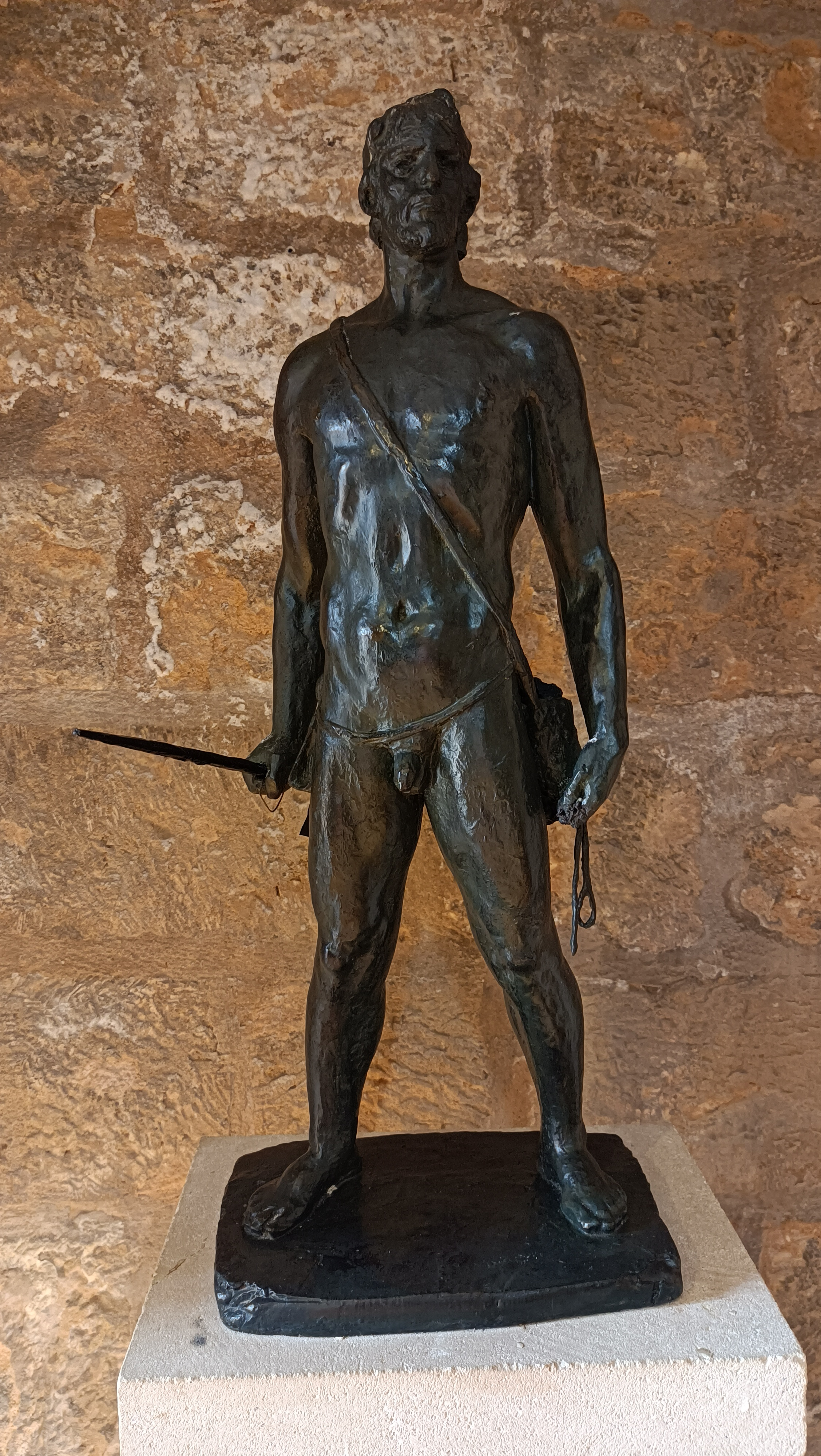
Representación de un hondero en el Museo de San Carlos, Mallorca.

Se mencionan por primera vez a mediados del siglo IV a. C. en Cerdeña y durante la conquista de Selinunte (409 a. C.), en el marco de la segunda guerra siciliana. Diodoro Sículo los coloca entre los combatientes cartagineses durante la toma de Agrigento y, ya comenzada la tercera guerra siciliana, en la batalla de Ecnomo (310 a. C.), a las órdenes de Amílcar, hijo de Giscón.
Según los cronistas, Aníbal contó con aproximadamente 2000 honderos baleares, que en los inicios de la campaña en la península itálica dispuso en primera fila de su ejército, y eran los encargados de empezar la lucha para hostigar a los romanos. Esta disposición de las tropas, que tenía un cierto paralelismo con la de los vélites en el ejército romano, la repitió en Cannas (216 a. C.). Es significativo el hecho de que los contingentes de honderos baleáricos fueran mencionados expresamente en la distribución de tropas que Aníbal hizo antes de dejar el mando del territorio cartaginés en la península ibérica a su hermano Asdrúbal, a quien confió 500 baleares. Aníbal daba una gran importancia a estas tropas y las protegió a lo largo de la campaña como soldados irreemplazables. El motivo de su eficacia militar residía en el mayor alcance y precisión que tenía la honda sobre el  arco.

### Los honderos en el ejército romano
A partir de la conquista romana de las islas Baleares las fuentes históricas nos vuelven a hablar de los honderos, ahora encuadrados en el ejército romano. Caio Salustio nos informa de honderos baleares entre las tropas romanas que luchaban en Numidia contra el rey Jugurta (111-105 a. C.). César menciona los honderos baleáricos como combatientes en la guerra de las Galias, hacia el 56 a. C., luchando junto a otras tropas de élite, como los jinetes númidas y los arqueros cretenses.

## Los honderos baleáricos en las fuentes clásicas
Los honderos baleáricos están documentados en las obras de Estrabón, Diodoro Sículo, Floro, Tito Livio, Polibio y Zonares. Virgilio los menciona en Las geórgicas y Ovidio en Las metamorfosis.
Diodoro de Sicilia dice de ellos que: (...) En la práctica de lanzar grandes piedras con la honda aventajan a todos los otros hombres. 
Los honderos baleáricos, mencionados por las fuentes como funditores, en relación con el arma que manejaban, la honda, llamada funda en latín, combatían semidesnudos , es decir, con escaso armamento defensivo. Al respecto dice Tito Livio levium armorum Baliares, armados a la ligera, levis Armaturen. También menciona que como armamento defensivo solo usaban un escudo recubierto de piel de cabra, y como armamento ofensivo un venablo de madera de punta afilada y las célebres hondas. Estas eran elaboradas con una fibra vegetal negra trenzada con crines o con nervios de animales. Empleaban tres tipos de hondas de diferentes longitudes, según la distancia del objetivo a alcanzar. Las que no se usaban eran colocadas alrededor de la cabeza y de la cintura. Por el contrario, según Estrabón y otros autores, llevaban las tres hondas atadas alrededor de la cabeza.
Licofrón de Calcis explica la maestría de los baleares en la honda en su poema épico Alexandra, donde habla así de los fugitivos de Troya que llegaron a las islas Baleares: 

después de navegar como cangrejos en las rocas de Gimnesias rodeados de mar, arrastraron su existencia cubiertos de pieles peludas, sin vestidos, descalzos, armados de tres hondas de doble cordada. Y las madres enseñan a sus hijos más pequeños, en ayuno, el arte de tirar; ya que ninguno de ellos probará el pan con la boca si antes, con piedra precisa, no acierta un pedazo puesto sobre un palo como blanco.

## Función militar

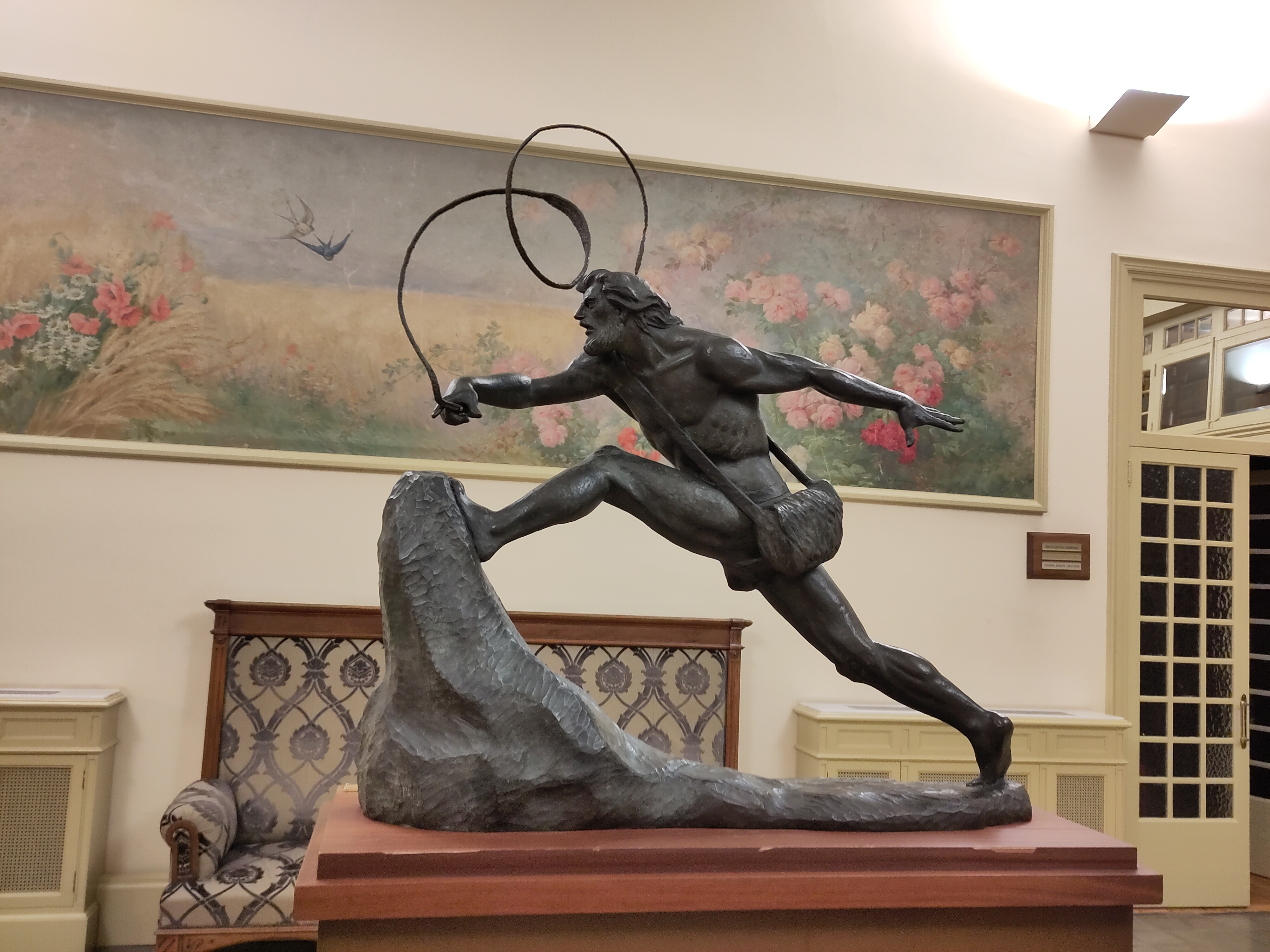
Foner (hondero), escultura de Jaume Mir en el Parlamento de las Islas Baleares.

Los honderos baleáricos se situaban en la vanguardia de los ejércitos y actuaban como fuerzas de choque. Se encontraban asociados a menudo con los arqueros cretenses y su misión consistía en hostigar al enemigo antes de llegar al enfrentamiento directo entre los dos ejércitos. Armados ligeramente, una vez finalizada su misión de hostigamiento, dejaban paso a la infantería pesada.
Excelentes defensores y asaltantes de fortificaciones, los cartagineses los emplearon sobre todo en el campo de batalla. Normalmente, eran los primeros en intervenir en las batallas, deshaciendo las primeras filas enemigas, rompiendo escudos, yelmos y cualquier tipo de arma defensiva.
Cuando se les acababan los proyectiles o el enemigo estaba ya muy próximo, se replegaban junto a los arqueros para ceder el paso al grueso de la infantería ligera.

## Equipo y armas

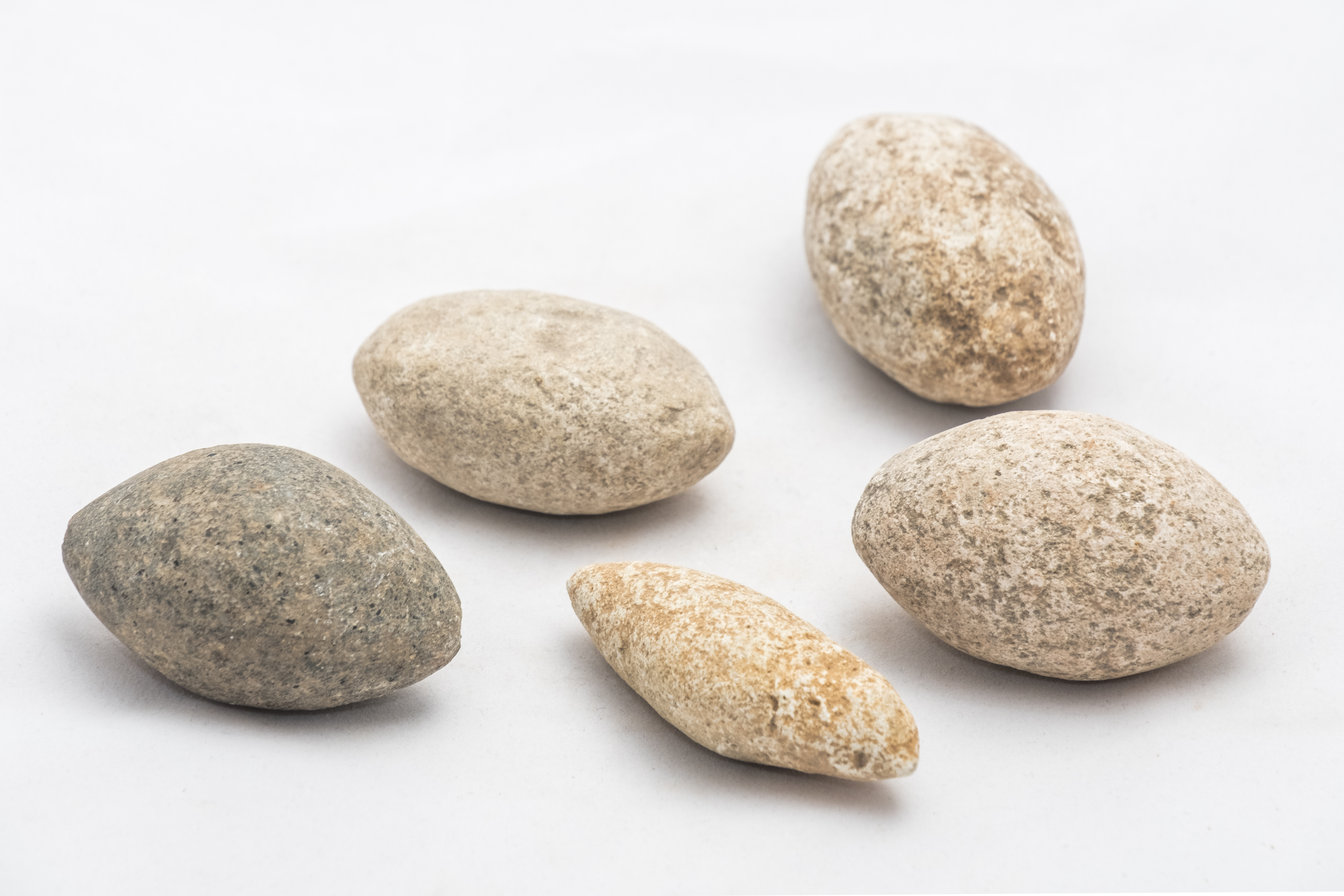
Posible proyectil de honda en piedra. Museo de Menorca.

Estaban equipados con un  escudo de piel de cabra y una jabalina de punta de hierro o endurecida al fuego para la lucha cuerpo a cuerpo. En el combate usaban tres hondas: una era más grande, para los tiros más lejanos, ceñida a la cintura; otra de mediana que se llevaba en la mano; y una más pequeña para los tiros más cercanos, que llevaban en la cabeza. El proyectil se podía lanzar de diferentes maneras, pero tenían (básicamente) tres tipos de tiro (uno para cada honda). Las hondas las hacían (y aún se hacen) de cuerda, con seis tramos de cuerda como si se hiciera una trenzas. Los proyectiles reciben el nombre de glandes y se lanzaban tras revolotear tres veces sus hondas, podían ser de piedra, terracota o plomo. Podían llegar a pesar hasta 500 gramos, y sus efectos sobre las tropas enemigas eran de gran potencia.